# Takarajima
Takarajima o Takara-jima (en japonés: 宝島: que literalmente significa "isla del tesoro") es una de las islas Tokara, un subgrupo de las Islas Ryūkyū perteneciente a la prefectura de Kagoshima, parte del país asiático de Japón. La isla posee una superficie de 7,14 kilómetros cuadrados de superficie, cuenta con una población de 116 personas.
Su punto más elevado es Imakira, que se eleva hasta los 291,9 metros sobre el nivel del mar (957,7 pies).